# Вулиця Юридика (Броди)
Ву́лиця Юри́дика — одна з найдовших вулиць м. Броди, Львівської області. Починається від майдану Свободи та прямує до вулиці Богуна.
Прилучаються вулиці Єврейська, Пластунів, Хроновича, Грушевського, Галицька, Валова, 900-річчя Бродів, Лесі Українки, Сірка, Коновальця, Бічна Юридика, Бандери.

## Історія
1676 року у Бродах у осіли ченці з підкаміньського домініканського монастиря, рятуючись від нападів турецько-татарських загонів. С. Конєцпольський маючи у планах залишення ченців у місті, 3 березня 1678 року жертвує землі на південній стороні площі Ринок під забудову майбутнього домініканського монастиря та костелу Святого Станіслава, а також виділяє значну, як на той час суму — 30 000 червоних злотих. Одна з таких ділянок прилягала з північно-східної сторони до міського оборонного валу та була під юрисдикцією монахів-домініканців і не підпорядковувалась міській владі, а її мешканці не виконували повинностей на користь міста. З того часу за цією приміською територією, яка згодом увійшла до складу міста, закріплюється назва Юридика.
Після ліквідації монастиря наприкінці XVIII століття землі перейшли у власність костелу Воздвиження Чесного Животворящого Хреста. Згодом Юридикою назвалася вулиця, яка розпочиналася за міським валом  (від сучасної вул. Валової). В межах історичного середмістя сучасна вул. Юридика на початку ХХ ст. мала назву вулиця Поштова, через те, що в будинку купця Адамовича (сучасна адреса — вул. Юридика, 2) містилася перша міська пошта. Згодом пошта переїхала у нову будівлю, що на площі Ринок, а відповідно до того, вулиця Поштова стала вулицею Старопоштовою. Від 1930-х роках — вулиця Словацького, на честь великого польського поета та драматурга Юліуша Словацького. У повоєнний час або ж радянський період історії Бродів — вулиця Кірова, на честь російського радянського державного та політичного діяча Сергія Кірова. У наш час колишню вулицю Кірова перейменовано та долучено до вулиці Юридики. Єдине відгалуження вулиці, протяжністю 150 метрів, яке закінчується глухим кутом у наш час отримала назву вул. Юридика Бічна та має переважно садибну забудову 1930-х — 2000-х років.

## Забудова
Забудова вулиці — кінець XIX — перша половина XX століття. 
№ 1 — цегляна двоповерхова кам'яниця початку XX століття. Нині на першому поверсі будинку містяться аптека «Радивилівфармація», магазин доступних товарів мережі «Все від 1 грн».
№ 2, 2а — будинок купця Адамовича, споруджений у 1894 році з використанням елементів сецесії. На початку XX століття тут містилася перша міська пошта, за радянських часів — приміщення відділення ощадного банку. У наш час будинок став житловим, але від середини 2000-х років там ніхто не мешкав і будинок стояв пусткою Деякі приміщення в будинку під № 2 належать прокуратурі Бродівського району. 14 червня 2018 року стався обвал частини вже давно нежитлової будівлі. На щастя, завал двоповерхівки стався у двір, а не на вулицю, відтак, люди не постраждали.
№ 5 — одноповерховий житловий будинок, споруджений на початку XX століття в стилі віденської сецесії. За Польщі тут містилася позичкова (кредитна) каса.
№ 6 — типовий одноповерховий житловий будинок кінця XIX — початку XX століття. Частину будинку нині займає кафе-бар «Мрія», під час проведення XXXI літніх Олімпійських ігор та XV літніх Паралімпійських ігор, діяла так звана «фан-зона», де можна було переглянути прямі трансляції світових змагань зі стадіонів бразильського Ріо-де-Жанейро, а інша частина залишилася житловою.
№ 8 — наріжний житловий будинок, споруджений на початку 1930-х років в стилі функціонального конструктивізму.
№ 9 — готель «Європа», що відкрився на початку 2000-х років на розі вулиць Юридика та Хроновича.
№ 16 — двоповерховий будинок, у якому нині міститься невеличкий торговельний центр з магазинами «Меблі для Вас», магазини спортивного одягу та взуття.
№ 17 — типова двоповерхова будівля, споруджена за радянських часів, у якій нині містяться комунальні підприємства «Бродівська друкарня»,  «Районна газета "Голос Відродження"», «Редакція літературно-краєзнавчого журналу "Брідщина"»; видавництво «Просвіта», що спеціалізуються у наданні послуг якісної поліграфії та друку. Крім того тут містяться Бродівське відділення № 1 Національної служби доставки «Ін-Тайм» та автотранспортне підприємство «Бродиавтошляхсервіс-плюс». 
№ 22 — за цією адресою значиться територія Бродівської центральної районної лікарні, в одному з корпусів якої працює медичний центр «Біокурс».
№ 36 — двоповерховий житловий будинок, споруджений у 1920-х роках в стилі пізньої (віденської) сецесії. При будівництві використано елементи східної архітектури, зокрема, це дах будинку, що зовнішньо нагадує китайську або японську пагоду.
№ 37 — двоповерхова вілла, споруджена наприкінці 1930-х роках в стилі функціонального конструктивізму. 
№ 40 — двоповерховий житловий будинок, споруджений на початку XX століття в стилі віденської сецесії. Цікавим елементом будинку є різьблений дерев'яний ґанок.
№ 44 — наріжний двоповерховий житловий будинок, споруджений наприкінці 1920-х років в стилі пізньої сецесії. В цьому будинку проглядаються явні впливи східної культури, які прийшли до цього європейського стилю, зокрема, своїм зовнішнім виглядом нагадує китайську пагоду, тому місцева назва будинків цього типу — Шанхай.
№ 59-62 — триповерхові житлові будинки, споруджені у 1952—1953 роках в стилі сталінського ампіру. 
№ 64 — цю адресу має ОСББ «Білі казарми», яке обслуговує будинки № 60, 62, 64 по вул. Юридика. Для забезпечення безпечних умов спортивно-ігрової діяльності дітей та підлітків на подвір’ї між цими будинками планується облаштування дитячих площадок та дитячо-спортивного майданчику.

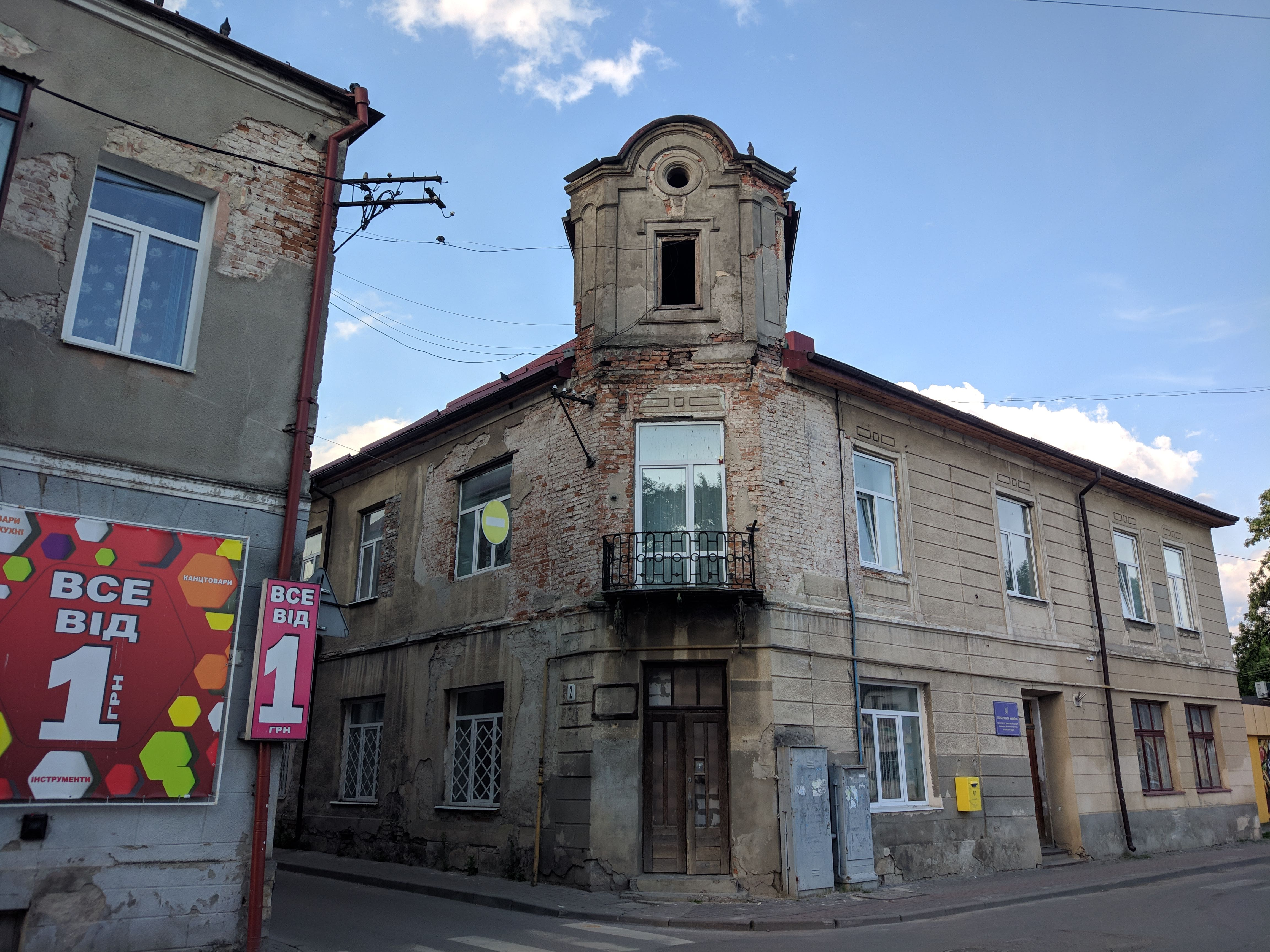
Будинок купця Адамовича (вул. Юридика, 2)
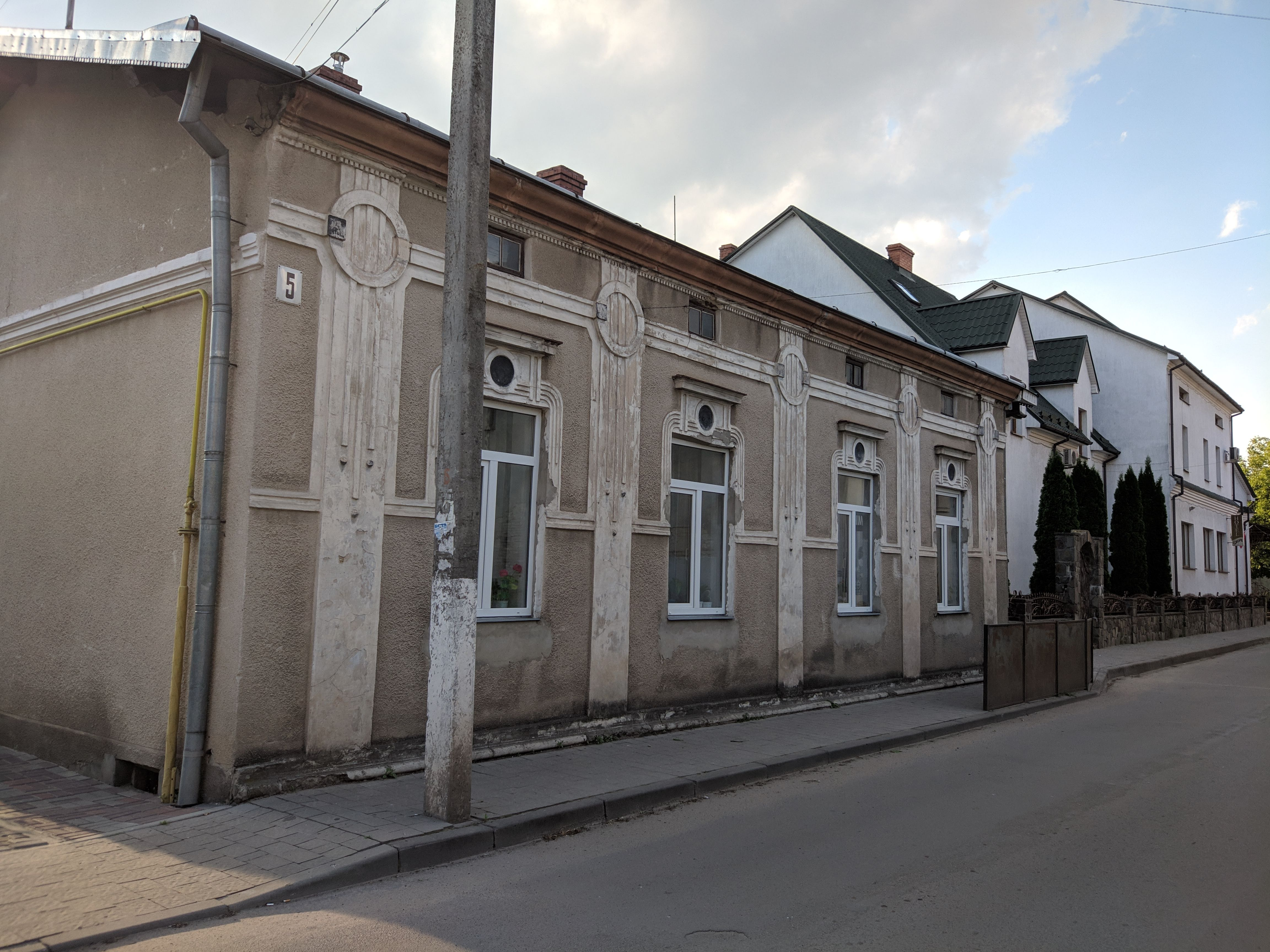
Кам'яниця (вул. Юридика, 5)
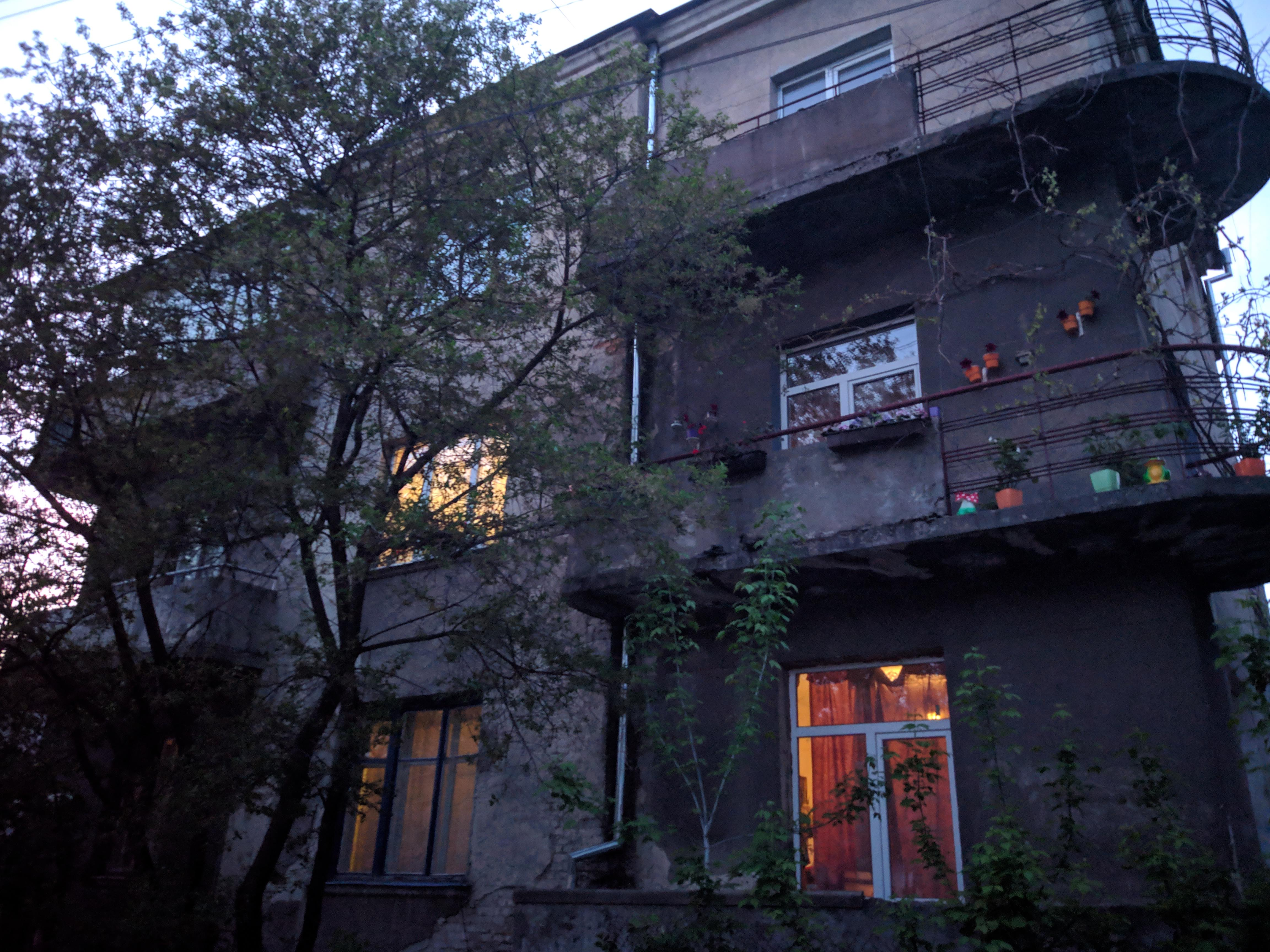
Кам'яниця (вул. Юридика, 8)
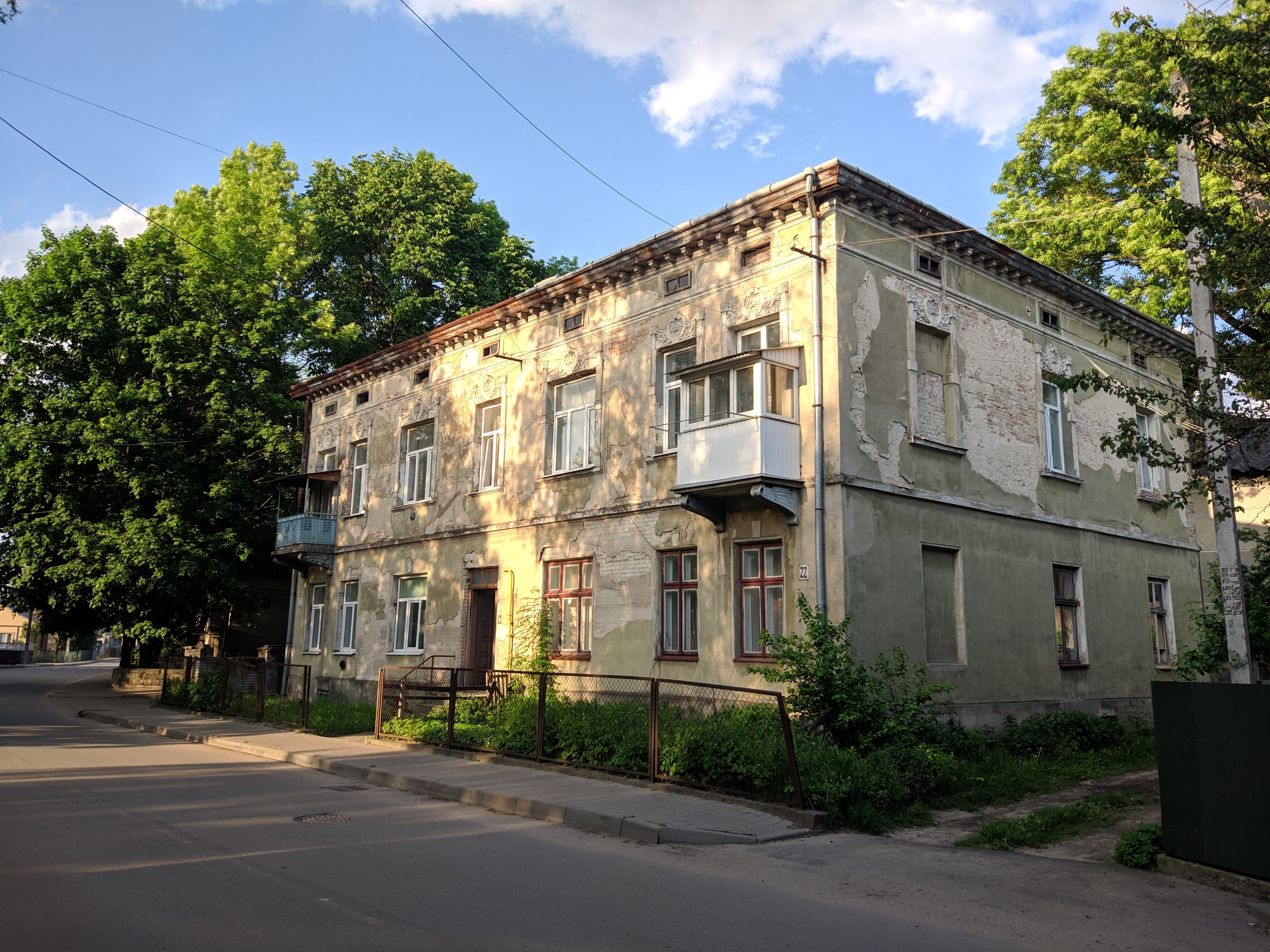
Один з корпусів Бродівської ЦРЛ (вул. Юридика, 22)
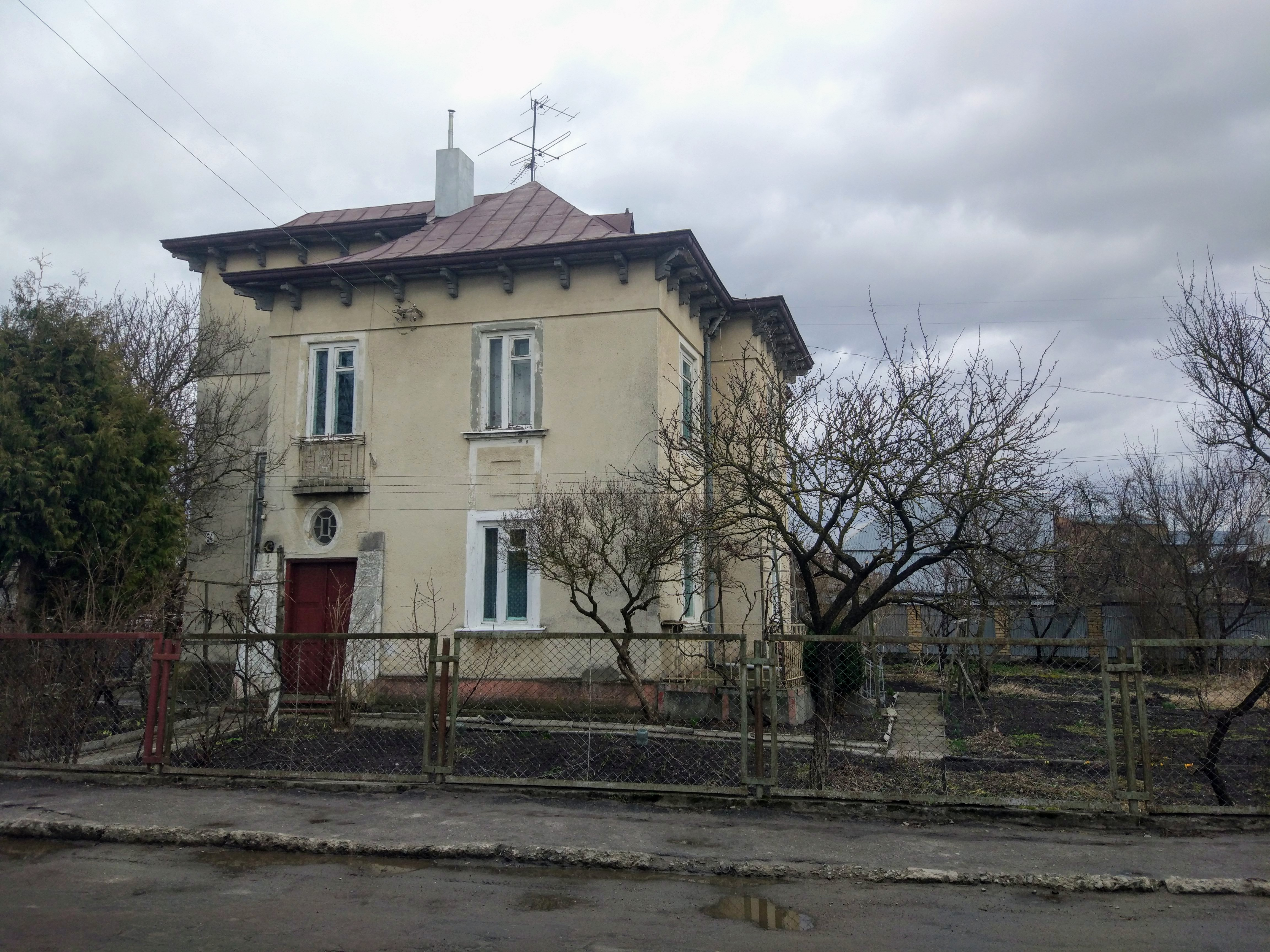
Кам'яниця (вул. Юридика, 36)
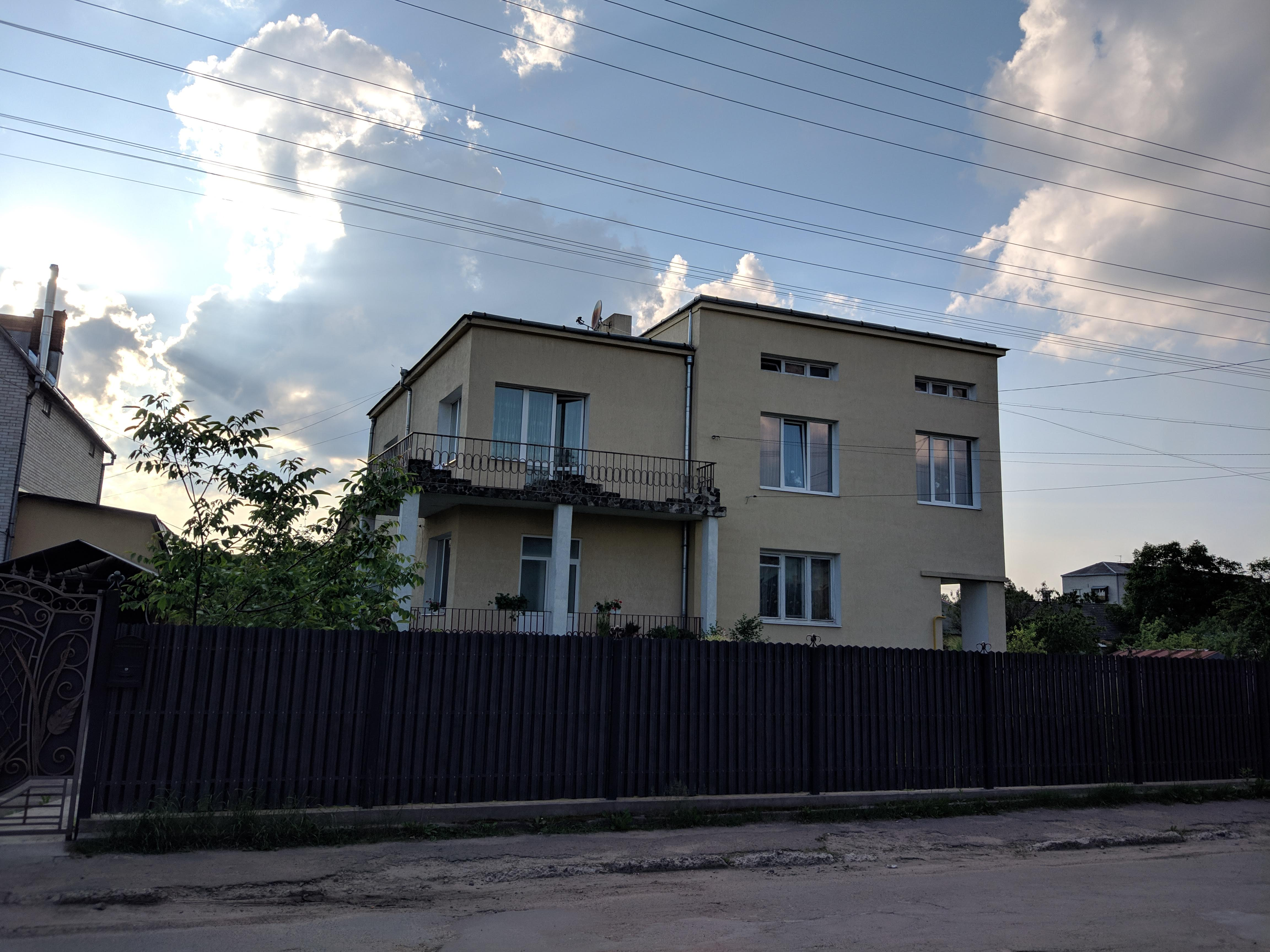
Вілла (вул. Юридика, 37)
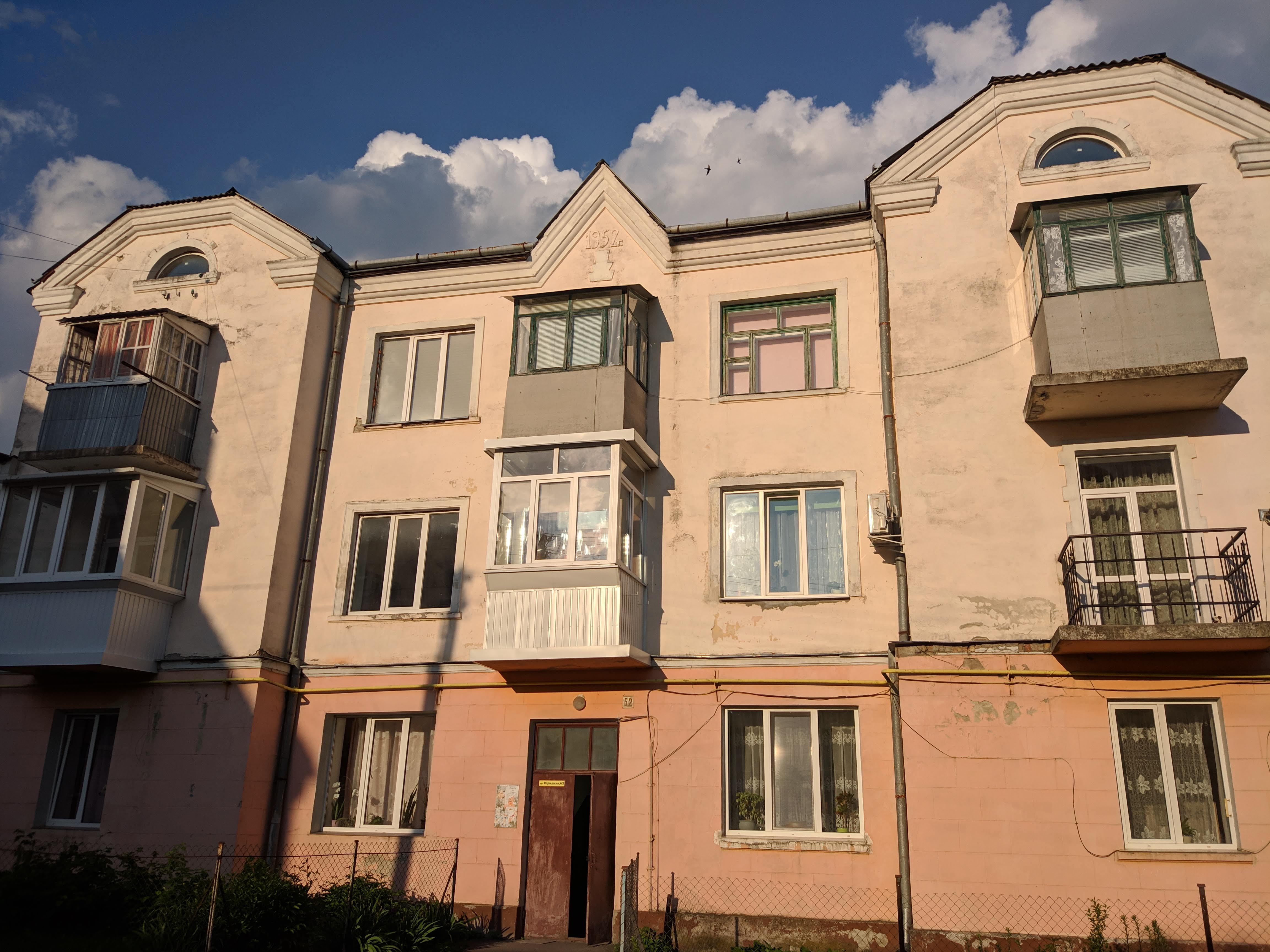
Житловий будинок (вул. Юридика, 59)